# Davide Bertoncini
Davide Bertoncini (Fiorenzuola d'Arda, 9 maggio 1991) è un calciatore italiano, difensore del Novara.

## Biografia
Nel 2021 si è laureato in economia e management.

## Caratteristiche tecniche
È un difensore centrale dotato di senso della posizione. All'occorrenza può giocare come terzino destro.

## Carriera
Originario di Vernasca, inizia a giocare a calcio nella Lugagnanese. Cresciuto, poi, nelle giovanili del Piacenza, viene ceduto in comproprietà al Genoa nell'estate 2009.
Disputa due stagioni nella formazione Primavera dei Grifoni, laureandosi campione d'Italia nella prima, e nell'agosto 2011 fa ritorno in prestito al Piacenza, nel frattempo retrocesso in Lega Pro Prima Divisione. Fa il suo debutto in campionato con i biancorossi alla settima giornata, il 12 ottobre, nella vittoria per 1-0 sul campo della Feralpisalò, e il 29 aprile 2012 segna la sua prima rete tra i professionisti nel 2-2 in casa del Bassano.
Nel campionato 2011-2012, concluso con la retrocessione in Lega Pro Seconda Divisione, disputa 16 partite come rincalzo di Massimo Melucci, Francesco Bini e Pietro Visconti. Nella partita di coppa Italia Lega Pro vinta per 2-1 contro la Valenzana indossa la fascia da capitano. A fine stagione diventa interamente del Genoa che lo cede in prestito al Frosinone, anch'esso militante in Prima Divisione. Fa il suo debutto con i ciociari il 12 agosto 2012 nella sconfitta 3-0 in casa della Juve Stabia valida per il secondo turno di Coppa Italia. Nella formazione laziale gioca due campionati da riserva, totalizzando 30 presenze tra campionato e play-off con una rete, alla prima giornata del secondo campionato nella vittoria 2-1 sull'Ascoli e contribuendo alla promozione in Serie B nella stagione 2013-2014, al termine della quale viene riscattato dal Frosinone. Nel campionato di Serie B 2014-2015, condizionato da una lunga pubalgia, gioca 11 partite e ottiene la seconda promozione consecutiva, questa volta in Serie A.
Viene riconfermato nella rosa dei ciociari anche nella massima serie, segnalandosi tra i calciatori meno pagati del campionato. Debutta in Serie A il 4 ottobre 2015, nella sconfitta per 2-0 sul campo della Lazio.
Il 1º febbraio 2016 si trasferisce ufficialmente al Modena con la formula del prestito fino al termine della stagione. Fa il suo debutto con i canarini il 7 febbraio nella partita pareggiata 0-0 contro il Cesena. Con gli emiliani disputa 8 partite retrocedendo in Lega Pro a fine stagione. Terminato il prestito rientra al Frosinone, nel frattempo retrocesso in Serie B, che tuttavia non lo include nella lista di giocatori over 21 per il campionato. Il 31 gennaio 2017, ultimo giorno della sessione di calciomercato invernale, rescinde il contratto con il Frosinone e si trasferisce al Matera con cui firma un contratto valido fino al giugno 2018. Fa il suo debutto con i lucani il 7 febbraio successivo nella sconfitta per 2-0 in casa del Catania. Termina la stagione con 5 presenze in campionato e 2 in coppa Italia Lega Pro.
Il 14 luglio 2017 torna a vestire la maglia del Piacenza, sempre in Serie C. Il 18 gennaio 2018 viene ceduto in prestito con diritto di riscatto e contro-riscatto alla Lucchese. Fa il suo debutto con i rossoneri il 22 gennaio successivo nella partita pareggiata 1-1 contro il Livorno. Chiude la metà di stagione in rossonero con 16 presenze. Fa, poi, ritorno al Piacenza per fine prestito.
Rimasto a Piacenza, inizia la stagione da riserva, per poi conquistare il posto da titolare nella squadra che termina il campionato al secondo posto e sfiora la promozione in Serie B perdendo la finale play-off contro il Trapani, totalizzando 30 presenze e 3 reti in campionato, 3 presenze ed una rete nei play-off, oltre ad una presenza in coppa Italia Serie C. Al termine della stagione viene acquistato dalla Reggina, squadra militante nel girone C della Serie C. Debutta con i calabresi il 6 agosto successivo nella partita vinta 3-2 contro il L.R. Vicenza valida per il primo turno di coppa Italia. Nel corso della stagione, terminata anzitempo a causa dello scoppio della pandemia causata dal coronavirus COVID-19 e culminata con la vittoria da parte della Reggina del proprio girone di Serie C e la promozione in Serie B, totalizza 13 presenze in campionato e due in coppa Italia saltando diverse partite a causa di alcuni problemi muscolari.
Il 30 settembre 2020 viene annunciato il trasferimento di Bertoncini al Como, con cui firma un contratto valido fino al 2022. Fa il suo debutto con i lariani il 15 novembre successivo nella partita casalinga persa per 2-1 contro la Pro Vercelli. Il 25 aprile 2021, con la vittoria nello scontro diretto per 2-1 contro l'Alessandria, partita nella quale Bertoncini entra in campo nel corso del secondo tempo, il Como ottiene la certezza matematica del primo posto al termine del campionato, con conseguente promozione in Serie B, la seconda consecutiva per Bertoncini. Termina la stagione, nella quale, pur condizionato da diversi problemi di natura fisica, riesce a distinguersi positivamente tra i difensori della compagine lariana, con 17 presenze in campionato. Rimane sul Lario anche la stagione successiva in Serie B nella quale totalizza 13 presenze in campionato, di cui 10 da titolare, e una in Coppa Italia, in un'annata dove, a differenza delle precedenti, non è vittima di infortuni.
Il 1º settembre 2022, ultimo giorno di calciomercato, si trasferisce a titolo definitivo al Novara, squadra militante nel girone A di Serie C. Fa il suo debutto con i piemontesi il 24 settembre successivo, nella partita vinta per 2-1 sul campo della Pro Vercelli. Fermato da un infortunio a partire dal mese di gennaio, totalizza a fine stagione 7 presenze in campionato e una in Coppa Italia Serie C, tutte nella prima parte di stagione. Rimasto in Piemonte anche per la stagione 2023-2024, nella quale veste regolarmente la fascia di capitano in occasione delle assenze del capitano Ranieri, contribuisce all'ottenimento della salvezza, arrivata tramite i play-out, riuscendo anche a realizzare la sua prima rete con gli azzurri, in occasione della partita persa per 2-1 sul campo del Mantova.
Dopo che nel mese di giugno 2024 viene annunciato il prolungamento con i piemontesi per altre due stagioni, fino al 2026, nella stagione 2024-2025 disputa un torneo da titolare, senza incappare in infortuni e totalizzando tre marcature in 32 apparizioni sul campo.

## Statistiche

### Presenze e reti nei club
Statistiche aggiornate al 25 aprile 2025.
| Stagione         | Squadra          | Campionato       | Campionato | Campionato | Coppe nazionali | Coppe nazionali | Coppe nazionali | Coppe continentali | Coppe continentali | Coppe continentali | Altre coppe | Altre coppe | Altre coppe | Totale | Totale |
| Stagione         | Squadra          | Comp             | Pres       | Reti       | Comp            | Pres            | Reti            | Comp               | Pres               | Reti               | Comp        | Pres        | Reti        | Pres   | Reti   |
| ---------------- | ---------------- | ---------------- | ---------- | ---------- | --------------- | --------------- | --------------- | ------------------ | ------------------ | ------------------ | ----------- | ----------- | ----------- | ------ | ------ |
| 2011-2012        | Piacenza         | PD               | 16         | 1          | CI+CILP         | 0+3             | 0               | -                  | -                  | -                  | -           | -           | -           | 19     | 1      |
| 2012-2013        | Frosinone        | PD               | 12         | 0          | CI+CI-LP        | 1+0             | 0               | -                  | -                  | -                  | -           | -           | -           | 13     | 0      |
| 2013-2014        | Frosinone        | PD               | 15+3       | 1          | CI+CI-LP        | 3+3             | 0               | -                  | -                  | -                  | -           | -           | -           | 24     | 1      |
| 2014-2015        | Frosinone        | B                | 11         | 0          | CI              | 0               | 0               | -                  | -                  | -                  | -           | -           | -           | 11     | 0      |
| 2015-feb. 2016   | Frosinone        | A                | 5          | 0          | CI              | 0               | 0               | -                  | -                  | -                  | -           | -           | -           | 5      | 0      |
| feb.-giu. 2016   | Modena           | B                | 8          | 0          | CI              | -               | -               | -                  | -                  | -                  | -           | -           | -           | 8      | 0      |
| 2016-gen. 2017   | Frosinone        | B                | 0          | 0          | CI              | 0               | 0               | -                  | -                  | -                  | -           | -           | -           | 0      | 0      |
| Totale Frosinone | Totale Frosinone | Totale Frosinone | 43+3       | 1          |                 | 7               | 0               |                    | -                  | -                  |             | -           | -           | 53     | 1      |
| gen.-giu. 2017   | Matera           | LP               | 5          | 0          | CI LP           | 2               | 0               | -                  | -                  | -                  | -           | -           | -           | 7      | 0      |
| 2017-gen. 2018   | Piacenza         | C                | 8          | 0          | CI+CI-C         | 0               | 0               | -                  | -                  | -                  | -           | -           | -           | 8      | 0      |
| gen.-giu. 2018   | Lucchese         | C                | 16         | 0          | CI+CI-C         | -               | -               | -                  | -                  | -                  | -           | -           | -           | 16     | 0      |
| 2018-2019        | Piacenza         | C                | 30+3       | 3+1        | CI+CI-C         | 0+1             | 0               | -                  | -                  | -                  | -           | -           | -           | 34     | 4      |
| Totale Piacenza  | Totale Piacenza  | Totale Piacenza  | 54+3       | 4+1        |                 | 4               | 0               |                    | -                  | -                  |             | -           | -           | 60     | 5      |
| 2019-2020        | Reggina          | C                | 13         | 0          | CI+CI-C         | 2+0             | 0               | -                  | -                  | -                  | -           | -           | -           | 15     | 0      |
| set. 2020        | Reggina          | B                | 0          | 0          | CI              | 0               | 0               | -                  | -                  | -                  | -           | -           | -           | 0      | 0      |
| Totale Reggina   | Totale Reggina   | Totale Reggina   | 13         | 0          |                 | 2               | 0               |                    | -                  | -                  |             | -           | -           | 15     | 0      |
| set. 2020-2021   | Como             | C                | 17         | 0          | -               | -               | -               |                    | -                  | -                  | SC-C        | 0           | 0           | 17     | 0      |
| 2021-2022        | Como             | B                | 13         | 0          | CI              | 1               | 0               | -                  | -                  | -                  | -           | -           | -           | 14     | 0      |
| ago.-set. 2022   | Como             | B                | 1          | 0          | CI              | 0               | 0               | -                  | -                  | -                  | -           | -           | -           | 1      | 0      |
| Totale Como      | Totale Como      | Totale Como      | 31         | 0          |                 | 1               | 0               |                    | -                  | -                  |             | -           | -           | 32     | 0      |
| set. 2022-2023   | Novara           | C                | 7          | 0          | CI-C            | 1               | 0               |                    | -                  | -                  | -           | -           | -           | 8      | 0      |
| 2023-2024        | Novara           | C                | 23+2       | 1          | CI-C            | 0               | 0               |                    | -                  | -                  | -           | -           | -           | 25     | 1      |
| 2024-2025        | Novara           | C                | 32         | 3          | CI-C            | 2               | 0               |                    | -                  | -                  | -           | -           | -           | 34     | 3      |
| Totale Novara    | Totale Novara    | Totale Novara    | 62+2       | 4          |                 | 3               | 0               |                    | -                  | -                  |             | -           | -           | 67     | 4      |
| Totale carriera  | Totale carriera  | Totale carriera  | 240        | 10         |                 | 19              | 0               |                    | -                  | -                  |             | -           | -           | 259    | 10     |

## Palmarès

### Competizioni giovanili
- Campionato Primavera: 1

Genoa: 2009-2010
- Supercoppa Primavera: 2

Genoa: 2009, 2010

### Competizioni nazionali
- Serie C: 2

Reggina: 2019-2020 (girone C)
Como: 2020-2021 (girone A)